# 센트이슈트반 대성당
센트이슈트반 대성당(헝가리어: Szent István-bazilika)은 헝가리 부다페스트에 있는 대성당이다. 헝가리 왕국의 초대 국왕이자 로마 가톨릭교회의 성인인 성 이슈트반(이슈트반 1세)을 기리기 위해 1851년부터 1906년 사이에 세운 성당으로서 부다페스트에 있는 성당 가운데 최대 규모의 성당이며 엥겔스 광장 근처에 위치하고 있다.
당시 헝가리에서 가장 유명한 건축가인 요제프 힐드와 미클로시 이블의 공동 설계 작품인 이 대성당은 본래 1848년에 기공식을 가졌으나 연이어 발발한 헝가리 독립전쟁으로 공사가 중단되었다가 1851년부터 재개되었다. 그러나 대성당 선축이 한참이던 1868년에 전례 없는 폭풍이 불어 닥치면서 대성당의 돔이 날아가버렸다. 이런 우여곡절을 겪은 끝에야 1905년에 공사는 끝이 났다.
성 이슈트반 대성당은 건축 양식으로는 전형적인 네오 르네상스 양식 건물이다. 전체 구조가 그리스 십자가 형상으로 되어 있으며 그 중심에 중앙 돔이 있다. 건물 내부에선 86m, 돔 외부의 십자가까지는 96m인데, 마자르족이 이 지역에 자리잡은 896년을 의미한다. 그리고 한 번에 8,500명 이상을 수용할 수 있고 50종류 이상의 대리석이 사용되었다고 한다.
대성당 내부에는 당대의 저명한 헝가리의 예술가인 모르 탄, 베르탈란 세케이, 쥴러 벤추르 등의 작품으로 가득하다. 벤추르의 성화는 성 이슈트반 왕이 헝가리 왕관을 성모 마리아에게 바치는 장면을 그린 것인데 이는 곧 이교도였던 마자르족이 유럽의 일부가 되었음을 내외에 과시한 그림이다. 이 대성당에서 가장 유명한 것은 돔의 스테인트 글라스로, 카로이 로츠의 작품이다. 더불어 성 이슈트반의 오른쪽 손이 미라로 보관되어 있다.

## 미디어
- KBS 1TV : 《걸어서 세계속으로》

## 사진

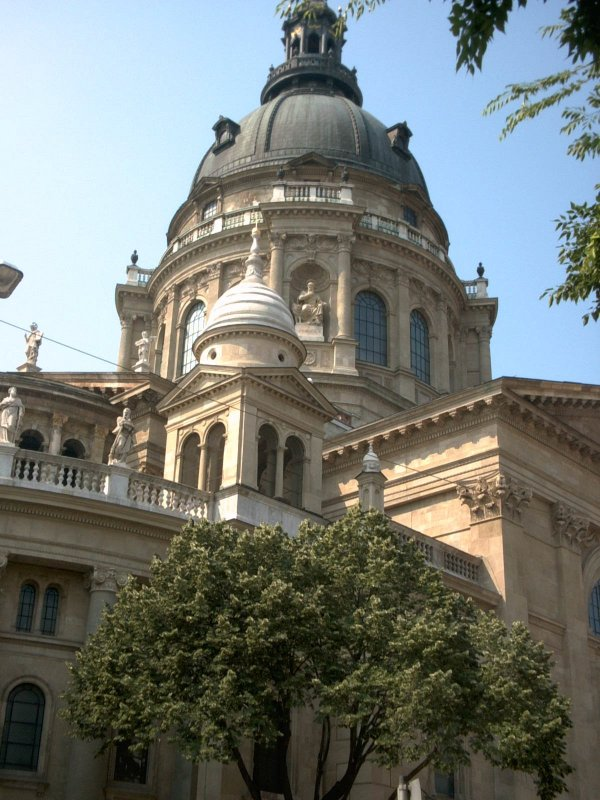
성 이슈트반 대성당
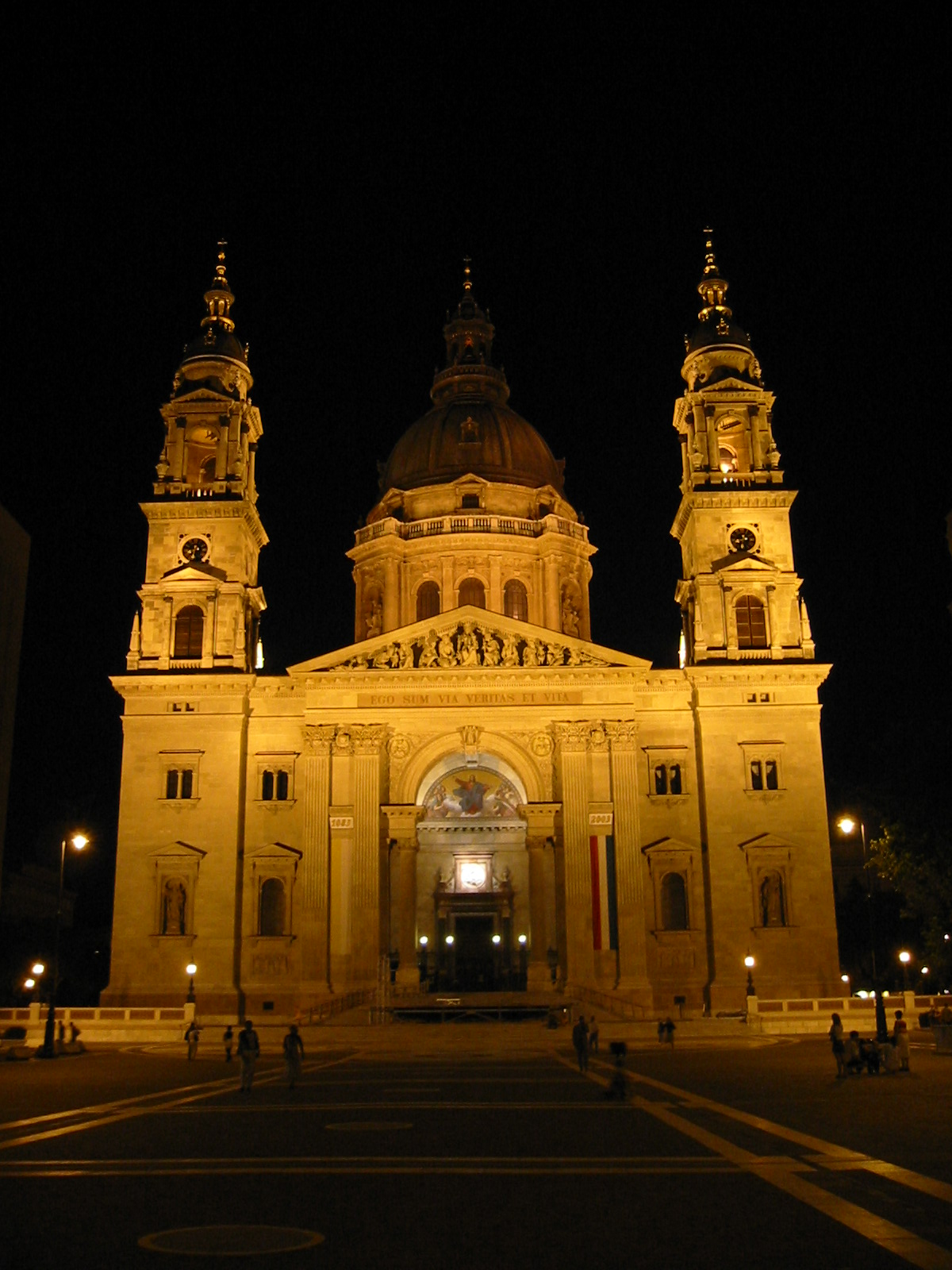
대성당의 야경
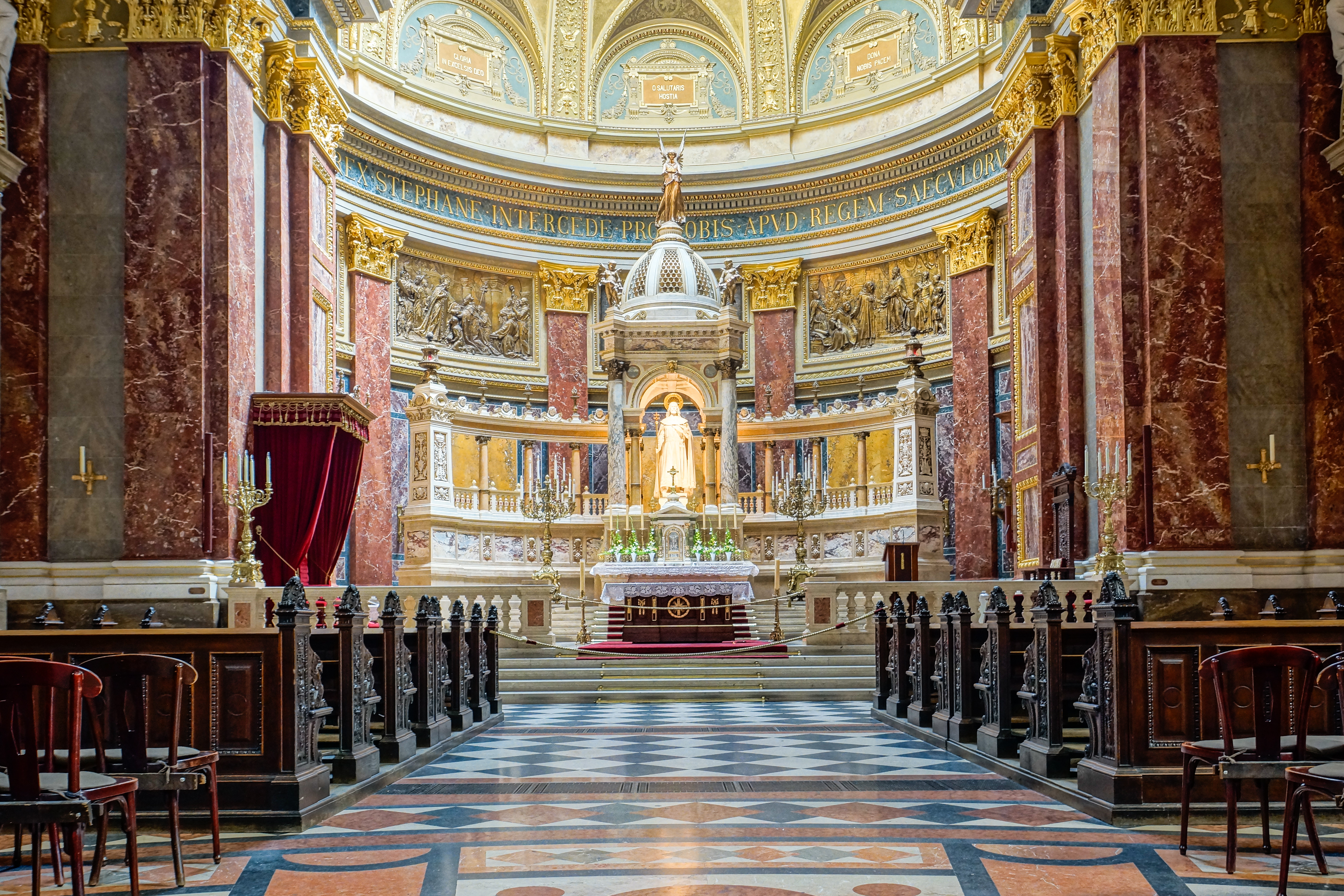
대성당 내부 제대
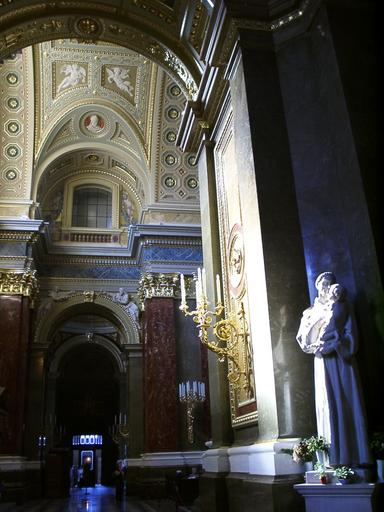
내부
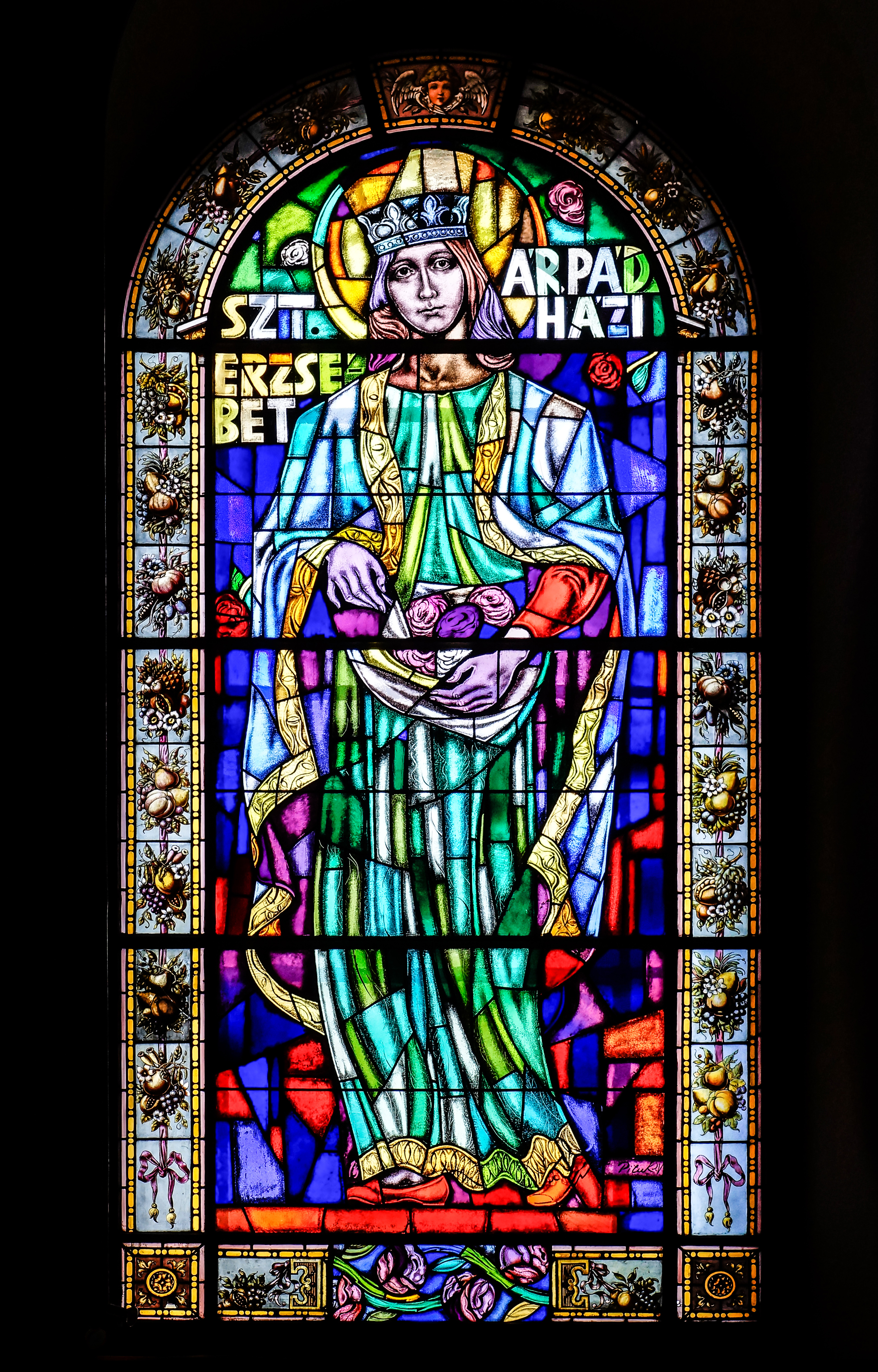
스테인드글라스
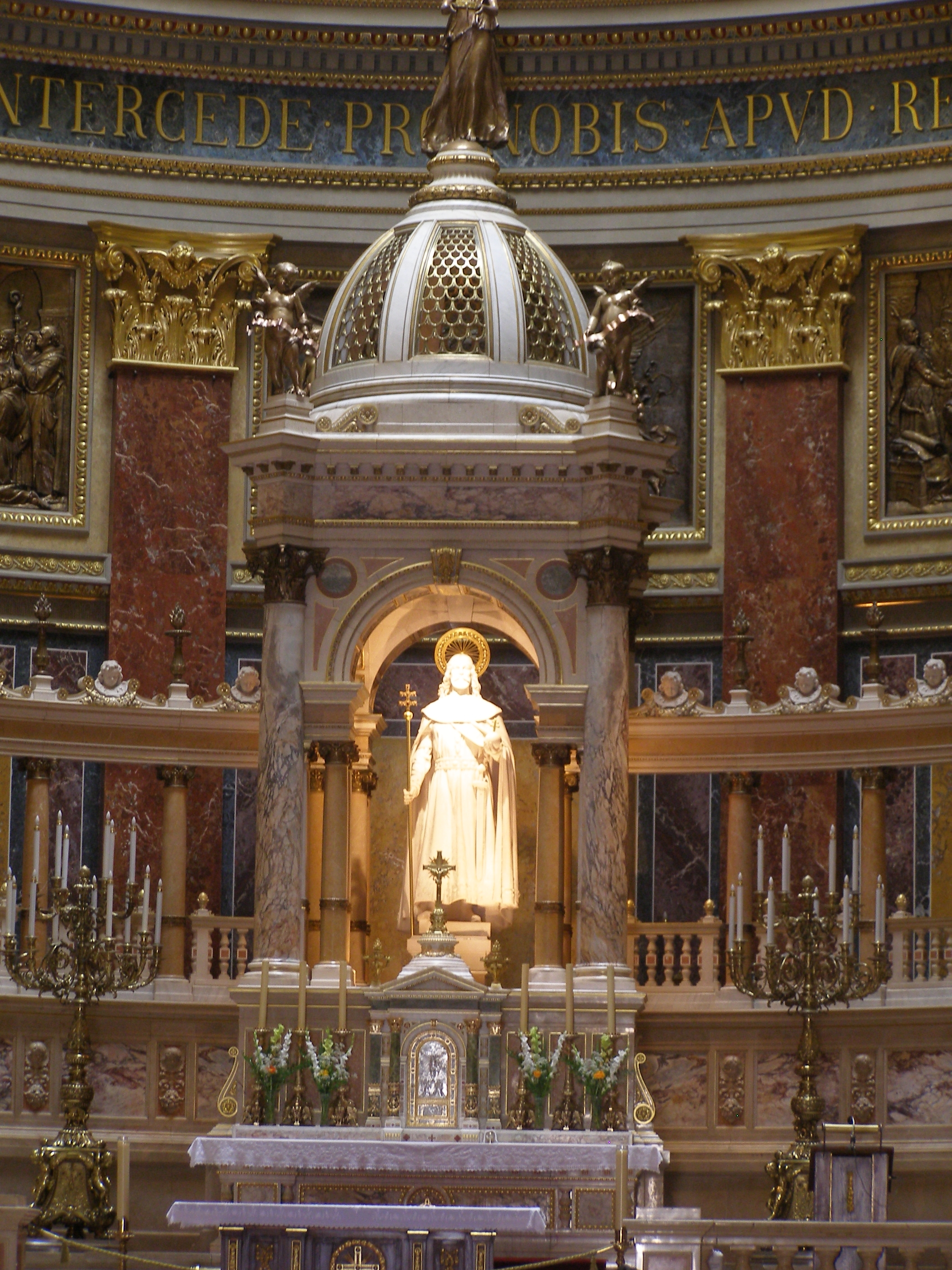
장로회
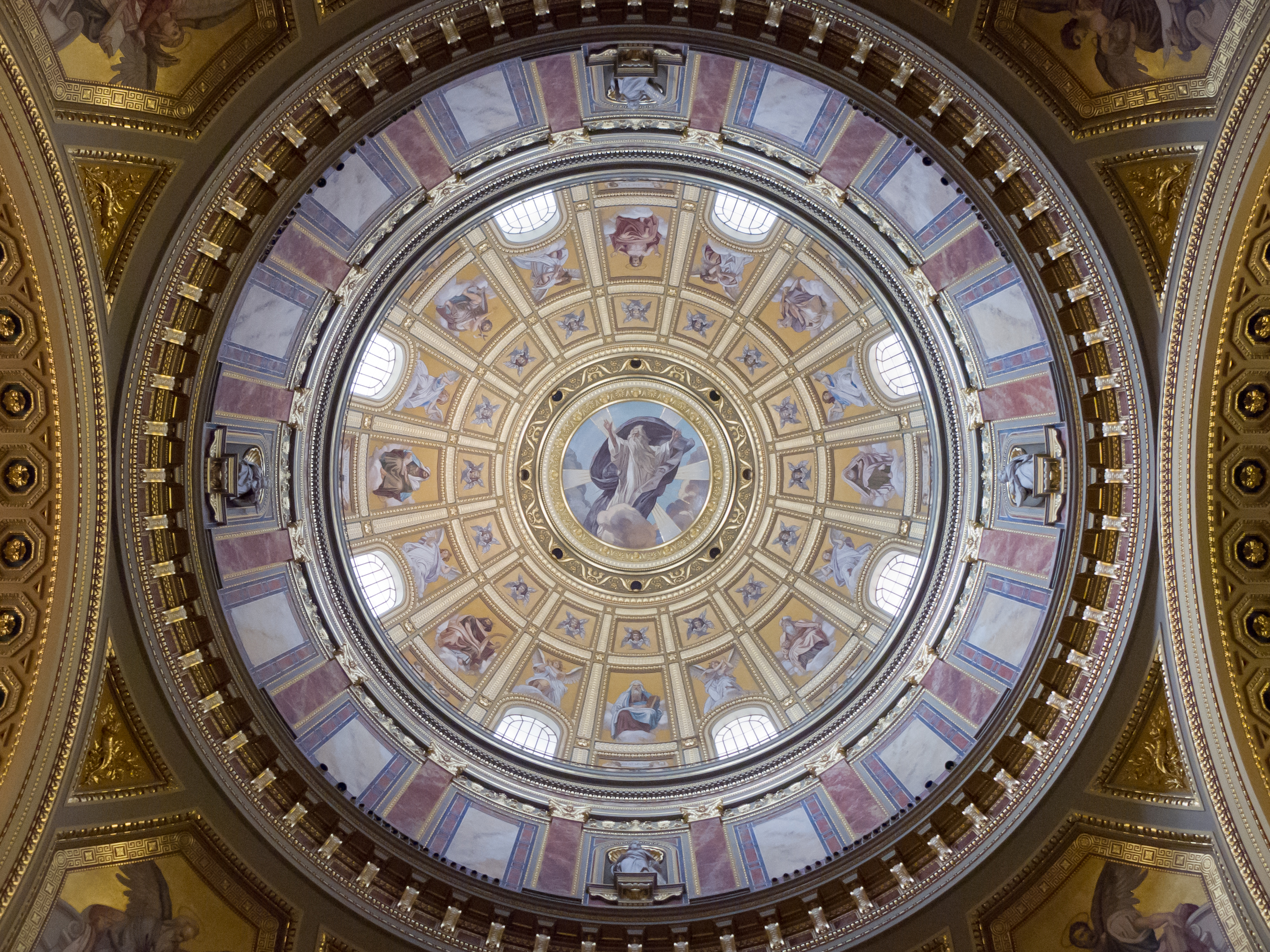
쿠폴라

## 같이 보기
- 페슈트